# Palo del Colle
Palo del Colle är en ort och kommun i storstadsregionen Bari, innan 2015 provinsen Bari, i regionen Apulien i Italien. Kommunen hade 21 488 invånare (2017).